# Обединение на Германия (1990)
 Тази статия е за обединението на Германия след падането на Берлинската стена.  За обединението на Германия след победата във Френско-пруската война вижте обединение на Германия (1871).  
Под Обединение на Германия обикновено се има предвид присъединяването на Германската демократическа република към Федерална република Германия на 3 октомври 1990 след над 40-годишно разделение на двете държави. Формално към ФРГ се присъединява и Западен Берлин, макар че той политически, икономически и културно е бил тясно свързан с нея, а не с обкръжаващата го териториално ГДР. Обединената държава запазва името Федерална република Германия.
Това историческо обединение става възможно едва след падането на Берлинската стена на 9 ноември 1989, новите гранични условия между двете германски страни и политическите промени в ГДР.
Юридически, обединението е санирано от договора „Две плюс четири“ подписан на 12 септември 1990 г. в Москва и влязъл в сила от 15 март 1991 г. През годината на влизане в сила на международния договор между Великите сили победителки във Втората световна война, престава съществуването си и Съветския съюз, страна по този договор, посредством възстановената независимост на Русия от времето преди Октомврийската революция (от първия руски президент в историята – Борис Елцин).